# Альтэттинг (район)
Альтэттинг (нем. Altötting) — район в Германии. Центр района — город Альтэттинг. Район входит в землю Бавария. Подчинён административному округу Верхняя Бавария. Занимает площадь 569,29 км². Население — 111 936 чел. (2021). Плотность населения — 196 человек/км².
Официальный код района — 09 1 71.
Район подразделяется на 24 общины.

## Города и общины

Муниципалитеты района Альтэттинг (Бавария)

Население приведено на 30 июня 2021 года.
Городские общины
1. Альтэттинг (12 985)
2. Бургхаузен (18 782)
3. Нойэттинг (8 875)
4. Тёгинг-ам-Инн (9 360)

Ярмарочные общины
1. Марктль (2 801)
2. Тюслинг (3 358)

Сельские общины
1. Бургкирхен-ан-дер-Альц (10 647)
2. Винхёринг (4 746)
3. Гархинг-ан-дер-Альц (8 686)
4. Кастль (2 828)
5. Кирхвайдах (2 635)
6. Меринг (2 417)
7. Перах (1 310)
8. Плайскирхен (2 476)
9. Райшах (2 649)
10. Тайзинг (1 850)
11. Тирлахинг (1 055)
12. Унтернойкирхен (3 310)
13. Файхтен-ан-дер-Альц (1 248)
14. Хайминг (2 522)
15. Хальсбах (1 047)
16. Штаммхам (1 042)
17. Эрльбах (1 198)
18. Эммертинг (4 109)

Административные сообщества
1. Кирхвайдах
2. Марктль
3. Райшах
4. Унтернойкирхен
5. Эммертинг

## Население
По оценке на 31 декабря 2015 года население района составляет 108 485 человек.
| Дата      | 1840  | 1871  | 1900  | 1925  | 1939  | 1950  | 1961  | 1970  | 1987  | 2011   |
| --------- | ----- | ----- | ----- | ----- | ----- | ----- | ----- | ----- | ----- | ------ |
| Население | 27714 | 30869 | 35172 | 44262 | 50219 | 76369 | 78095 | 89934 | 94216 | 106023 |

| Год       | 1960  | 1970  | 1980  | 1990  | 2000   | 2009   | 2010   | 2011   | 2012   | 2013   | 2014   | 2015   |
| --------- | ----- | ----- | ----- | ----- | ------ | ------ | ------ | ------ | ------ | ------ | ------ | ------ |
| Население | 77630 | 90845 | 92431 | 98633 | 108268 | 107903 | 107711 | 106342 | 106515 | 106965 | 107465 | 108485 |